# Brian Boitano

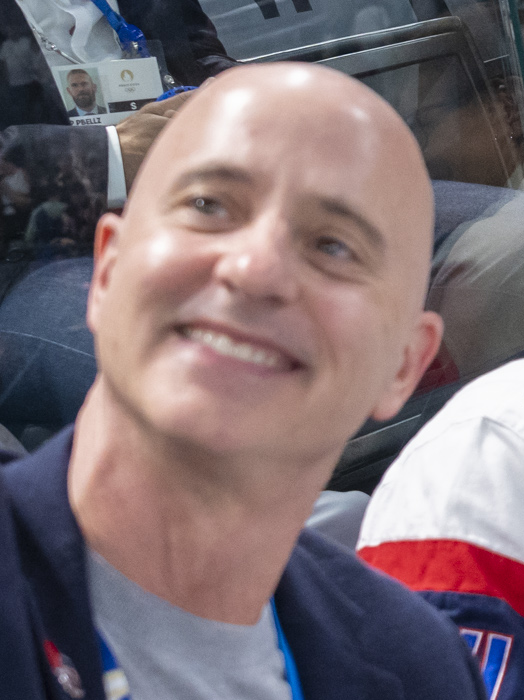
Boitano en 2024

Brian Anthony Boitano (Mountain View, California; 22 de octubre de 1963) es un patinador artístico sobre hielo estadounidense. Fue cuatro veces campeón consecutivo de patinaje artístico de Estados Unidos (1985-1988), dos veces campeón del mundo (1986, 1988) y también fue medallista de oro en los Juegos Olímpicos de Calgary de 1988, en la categoría de patinaje artístico masculino. Se convirtió en patinador profesional en la temporada de 1988, aunque volvió a la competición amateur en 1994 para competir en los Juegos Olímpicos de Lillehammer.

## Logros en el patinaje
Boitano fue el primer estadounidense en conseguir realizar un axel triple, el salto triple más difícil. En 1987, introdujo su salto especial, el triple lutz con un brazo levantado sobre la cabeza; este salto pasó a llamarse desde entonces informalmente como el «lutz 'Tano'».

## Otras actividades
Tras retirarse de la competición, Boitano ha seguido en contacto al mundo del patinaje artístico. En 1995 fundó una compañía de espectáculos de patinaje, White Canvas Productions. Además de patinar en espectáculos y funciones, ha fundado y participa en el programa sin ánimo de lucro «Youth Skate» dedicado a la enseñanza del patinaje a niños de barrio, y sirve como mentor a jóvenes competidores en este deporte.
En 1989 interpretó el papel de Don José en la película Carmen on Ice con Katarina Witt y Brian Orser. También apareció en las películas Blades of Glory y Ice Princess.
Desde 2009 aparece en el canal televisivo The Food Network, donde presenta un programa de cocina What would Brian Boitano make?

## Resultados competitivos

### Amateur
| Evento/Temporadas                     | 1983 | 1984 | 1985 | 1986 | 1987 | 1988 | 1994 |
| Campeonato Nacional de Estados Unidos | 2.º  | 2.º  | 1.º  | 1.º  | 1.º  | 1.º  | 2.º  |
| Campeonatos Mundiales                 | 7.º  | 6.º  | 3.º  | 1.º  | 2.º  | 1.º  | -    |
| Olimpiadas de Invierno                | -    | 5.º  | -    | -    | -    | 1.º  | 6.º  |

### Profesional
Boitano fue seis veces el campeón mundial profesional después de 1988.

### Méritos
En 1996, Boitano fue incluido en Salón de la Fama Mundial de Patinadores Artísticos sobre Hielo y el Salón de la Fama Estadounidense de Patinadores Artísticos sobre Hielo.